# Altair (estágio de foguete)
O Altair, foi um estágio de foguete movido a combustível sólido, com invólucro (envelope) de fibra de vidro, inicialmente desenvolvido para ser o estágio superior do foguete Vanguard. Ele foi fabricado pelo Allegany Ballistics Laboratory (ABL), na época operado pela Hercules Powder Company, usando o motor X-248 que gerava 12,4 kN de empuxo, este fabricado pela Thiokol.

## Uso
O X-248, foi a escolha final para ser usado como último estágio dos foguetes do Projeto Vanguard, pois permitia o uso de cargas úteis mais pesadas. Ele também foi usado como estágio nos foguetes: Atlas Able, Scout A e B, Caleb, Delta e Thor.

## Características

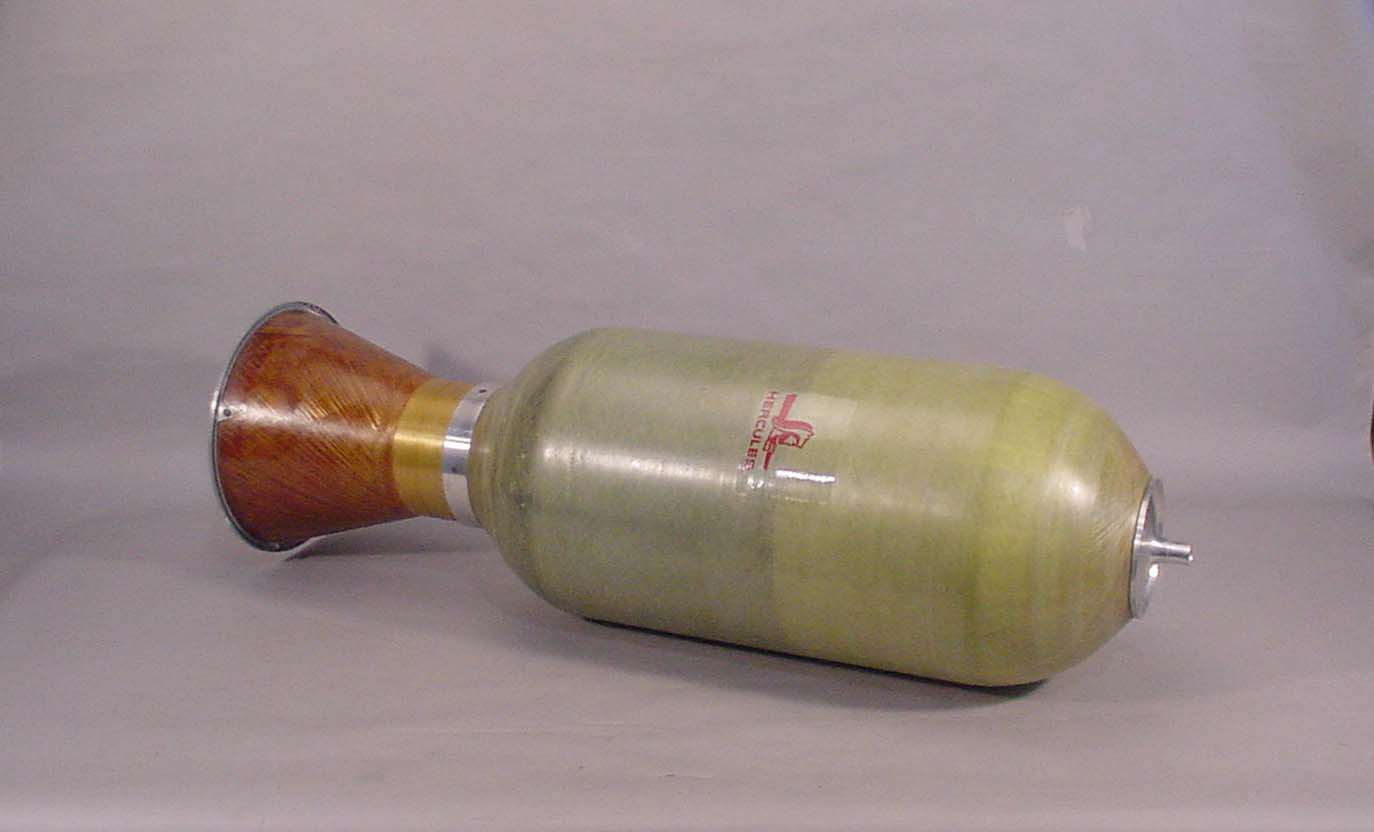
O motor X248-A2 de um estágio de foguete Altair.

O Altair 1 (X-248), tinha as seguintes características:
- Altura: 1,83 m
- Diâmetro: 46 cm
- Massa total: 238 kg
- Massa vazio: 30 kg  (apenas o envelope)
- Empuxo: 12,40 kN
- Impulso específico: 256 s
- Impulso específico ao nível do mar: 233 s
- Tempo de combustão: 38 s
- Lançamentos: 51